# إيلزه كليبرجر
إيلزه كليبرجر Ilse Kleberger (ولدت في بوتسدام في 1921) كاتبة ألمانية، أبدعت في مجالات عدة وهي أدب الرحلات والسيّر وكذلك أدب الأطفال والشباب.

## حياتها
مارست إيلزه في بداية حياتها الطب في ضواحي برلين, ثم اتجهت إلى الكتابة الأدبية فكتبت الشعر ونشرت العديد من كتاباتها في الصحف، ثم تحولت إلى الإنتاج في مجال أدب الأطفال. وكانت أولى أعمالها للأطفال تحت تأثير ابنتها وأطفال إخوتها.
وبداية من عام 1980 شرعت إيلزه في كتابة سير للعديد من الشخصيات الأدبية وغير الأدبية الشهيرة في ألمانيا. 
فكتبت عن كيته كولفيتس كتاب (أي موهبة هي مسئولية), 
وعن إرنست بارلاخ كتاب (المسافر في الريح), 
وعن بيرتا فون زوتنر كتاب (وهم السلام), 
وعن ألبرت شفايتسر كتاب (الرمز والإنسان).
وألفت أيضا العديد من الروايات للشباب.

## من أعمالها
- جدتنا
- الحلم والحلم الآخر
- أصوات الليل
- بيترو والمدينة الذهبية
- فولفجانج ومظلة المطر
- الصيف